# سیارک ۴۲۹۱
سیارک ۴۲۹۱ (به انگلیسی: 4291 Kodaihasu، نامگذاری:1989VH) چهار هزار و دویست و نود و یکمین سیارک کشف شده‌است که در ۲ نوامبر ۱۹۸۹ کشف شد.
قدر مطلق سیارک برابر ۱۱٫۵۰ است.